# Rahačoŭský rajón
Rahačoŭský rajón (bělorusky Рагачоўскі раён, ukrajinsky Рогачовський район, rusky Рогачёвский район) je územně-správní jednotkou na severu Homelské oblasti v Bělorusku. Administrativním centrem rajónu je město Rahačoŭ (bělorusky Рагачоў, rusky Рогачёв).

## Geografie
Rozloha rajónu je necelých 2 067 km², z toho asi 32% půdy zabírají lesy, převážně jehličnany — smrky a borovice, ale i břízy, duby a osiky. Rajón hraničí s Babrujským, Bychaŭským, Slaŭgaradským, Kiraŭským rajónem v Mohylevské oblasti a také s Buda-Kašaljoŭským, Žlobinským a Karmjanským rajónem v Homelské oblasti.
Reliéf území je převážně rovinatý s mírnými kopci. Hlavními řekami jsou zde Dněpr a jeho přítoky Druc, Dobryca, Dobasna, Rakatun, Ržaŭka, Gutljanka a Vugljanka. Hlavními jezery jsou Svjatoje, Krušynaŭskoje, Dobraje a Vjalikaje Kamaryna.
Průměrná lednová teplota činí -7 °C, v červenci 18,5 °C. Za rok spadne 590 mm dešťových srážek. Vegetativní období trvá 192 dnů. V rajónu se rozkládá 40 000 hektarů luk. V poválečných letech objevili geologové v blízkosti obce Gadadzec bohatá ložiska rašeliny.

## Historie
Rajón byl založen 17. července 1924, do 26. července 1930 byl součástí Babrujského okruhu a později 20. února 1938 včleněn do Homelské oblasti. Dne 20. srpna 1924 se rajón dělil na 15 venkovských rad: Gadzilavická, Dvarecká, Zabalotská, Zapolská, Zbaroŭská, Kiscjanjoŭská, Krušnovská (v různých zdrojích označovaný také jako Bolšekrušinovský, Velikokrušinovský), Lučynská, Madorská, Azjaranská, Pobalaŭská, Sverženská, Staňkovská, Staraselská, Cichinská. Dne 21. srpna 1925 byl vytvořen Osovnikský (Osovičská, Osovická) selsovět.
Dne 4. srpna 1927 bylo připojeno území zrušeného Gorodeského rajónu, který zahrnoval Višeňskou, Garadzeckou, Kurganskou, Malostrelskou, Mekrulovičskou, Priborskou, Svjackou (Svjatkovskou) a Stolpněnskou vesnickou radu. Dne 8. července 1931 se připojuje Doŭská vesnická rada zrušeného Žuravického rajónu, 15. prosince roku 1931 se přidává Zvanecký selsovět Vychaŭského rajónu.
Dne 12. února 1935 je Doŭský, Zvanecký, Kurganský, Malostrelský (26. května 1935 odevzdán Žuravickému rajónu) a Sveržanský selsovět předán nově vytvořenému Doŭskému rajónu a Osovnický selsovět je přiřazen Kirаŭskému rajónu. Dne 5. dubna 1936 je rajón spojen s Malostrelským selsovětem Žuravického rajónu a zároveň byl Priborský selsovět předán Buda-Kašaljoŭskému rajónu a Mekrulovičský selsovět Čačerskému rajónu. Dne 20. dubna 1939 je Svjacký (Svjatkovský) selsovět přejmenován na Kiraŭský.
Dne 29. dubna 1950 je Kiroŭský selsovět předán Žlobinskému rajónu. Dne 16. července 1954 je zrušen Višeňský, Madorský, Krušnovský selsovět. Dne 17. prosince 1956 je připojen Doŭský, Žuravický, Zvanecký, Kuranský, Rektenský, Serebrjanský selsovět zrušeného Žuravického rajónu. Dne 11. června 1957 je Rektenský selsovět předán Svetlahorskému rajónu v Mohylevské oblasti. Dne 14. dubna 1960 jsou zrušeny selsověty Kistenevský, Kiscjanjoŭský, Serebrjanský a Staňkovský. Dne 12. ledna 1960 byla osada Belickaje změněna pracovní sídlo Belitsk. Dne 14. dubna 1960 byl zlikvidován Kiscjanjoŭská, Malostrelský, Serebrjanský a Staňkovský selsovět.
Dne 25. prosince 1962 se připojuje území zrušeného Karmjanského rajónu počítaje v to městské sídlo Karma a Barsukoŭský, Bycenský, Volynecký, Vornaŭský, Karockaŭský, Kurakaŭščynský, Kurganický, Litvinavický, Rasochský, Starahradzký, Strukačoŭský, Strumenský a Chljaŭnoský selsovět. Dne 19. září 1963 byl znovu vytvořen Kistenevský selsovět a následně zrušen Kurakaŭščynský selsovět. Dne 6. ledna 1965 bylo území bývalého Karmjanského rajónu předáno rajónu Čečerskému. Dne 25. března 1965 byl do rajónu opět včleněn Bycenský selsovět, který byl zároveň přejmenován na Akcjabroŭský a 30. července 1966 byl předán nově vytvořenému Karmjanskému rajónu.
Dne 27. února 1978 Rahačoŭ získalo status města regionální podřízenosti. Od 1. ledna 1981 rajón zahrnuje město Rahačoŭ, pracovní sídlo Belick a 18 vesnických rad (selsovětů).

## Demografie
Počet obyvatel rajónu za rok 2009 dosahovat 63 800 lidí, v městském prostředí žije 35 100 lidí. Celkem se v rajónu rozkládá 211 osad.

## Známí rodáci a obyvatelé
- Iče Boruchovič (1923—1972) — židovský sovětský básník
- Mikola Sjamjonavič Kuprejeŭ (Мікола Сямёнавіч Купрэеў; 1923—1972) — běloruský básník a romanopisec
- Andrej Jahoravič Makajonak (Андрэй Ягоравіч Макаёнак; 1920—1982) — národní spisovatel běloruské SSR
- Fridrich Něznanskij (* 1932) — spisovatel, autor detektivek
- Juljan Sjarhejevič Pširkoŭ (Юльян Сяргеевіч Пшыркоў; 1912—1980) — běloruský literární kritik, doktor filologie, profesor
- Vikencij Vasiljevič Skrihanaŭ (Вікенцій Васілевіч Скрыганаў; 1903—1945) — sovětský vojenský vůdce, generálmajor a Hrdina Sovětského svazu
- Mikolaj Mikitavič Sljunkoŭ (Мікалай Мікітавіч Сьлюнькоў; * 1929) — běloruský sovětský státník